# Naoki Nagasaka
Naoki Nagasaka (jap. 長坂 尚樹, Nagasaka Naoki; * 24. April 1953 in Aichi) ist ein ehemaliger japanischer Autorennfahrer.

## Karriere
Naoki Nagasaka begann seine Karriere in den frühen 1970er-Jahren im japanischen Monopostosport. Er bestritt Rennen in der japanischen Formel-2000-Meisterschaft und in der japanischen Formel-Pacific; allerdings ohne nennenswerte Erfolge erzielen zu können. Anfang der 1980er-Jahre wechselte er in den Sport- und Tourenwagensport, wo sich die erhofften Erfolge rasch einstellten. Seinen ersten großen Sieg feierte 1980 beim 1000-km-Rennen von Suzuka, das er gemeinsam mit Hironobu Tatsumi auf einem March 75S gewann. 1982 sicherte er sich mit vier Einzelsiegen auf einem BMW M1 die Gesamtwertung der Fuji Long Distance Series. 1984 gewann er die Gesamtwertung der japanischen Sportwagen-Meisterschaft. Ein Jahr später und 1987 holte er sich den Titel eines japanischen Tourenwagenmeisters. 
Als Werksfahrer von Toyota kam der Japaner in den 1990er-Jahren auch nach Europa und war insgesamt dreimal beim 24-Stunden-Rennen von Le Mans am Start. Die beste Platzierung in der Gesamtwertung erreichte er 1993 als Partner von Roland Ratzenberger und Mauro Martini mit dem fünften Endrang. 
Nach einigen Jahren in der japanischen GT-Meisterschaft – 1996 wurde er Vierter in der Gesamtwertung – beendete er nach Ablauf der Saison 1997 seine Rennkarriere.

## Statistik

### Le-Mans-Ergebnisse
| Jahr | Team             | Fahrzeug     | Teamkollege         | Teamkollege           | Platzierung            | Ausfallgrund |
| ---- | ---------------- | ------------ | ------------------- | --------------------- | ---------------------- | ------------ |
| 1990 | Toyota Team SARD | Toyota 90C-V | Roland Ratzenberger | Pierre-Henri Raphanel | Ausfall                | Motorschaden |
| 1991 | Euro Racing      | Toyota 91C-V | Kiyoshi Misaki      | Hisashi Yokoshima     | Rang 12                |              |
| 1993 | Y’s Racing Team  | Toyota 93C-V | Roland Ratzenberger | Mauro Martini         | Rang 5 und Klassensieg |              |

### Einzelergebnisse in der Sportwagen-Weltmeisterschaft
| Saison | Team                | Rennwagen   | 1   | 2   | 3   | 4   | 5   | 6   | 7   | 8   | 9   | 10  | 11  |
| ------ | ------------------- | ----------- | --- | --- | --- | --- | --- | --- | --- | --- | --- | --- | --- |
| 1982   | Auto Beaurex        | BMW M1      | MON | SIL | NÜR | LEM | SPA | MUG | FUJ | BRH |     |     |     |
| 1982   | Auto Beaurex        | BMW M1      |     |     |     | 4   |     |     |     |     |     |     |     |
| 1983   | Auto Beaurex        | Lotec M1C   | MON | SIL | NÜR | LEM | SPA | FUJ | KYA |     |     |     |     |
| 1983   | Auto Beaurex        | Lotec M1C   |     |     | DNF |     |     |     |     |     |     |     |     |
| 1984   | Auto Beaurex        | Lotec M1C   | MON | SIL | LEM | NÜR | BRH | MOS | SPA | IMO | FUJ | KYA | SAN |
| 1984   | Auto Beaurex        | Lotec M1C   |     |     |     |     |     | 6   |     |     |     |     |     |
| 1985   | Auto Beaurex        | Tom’s 85C   | MUG | MON | SIL | LEM | HOK | MOS | SPA | BRH | FUJ | SEL |     |
| 1985   | Auto Beaurex        | Tom’s 85C   |     |     |     |     |     | 4   |     |     |     |     |     |
| 1986   | Auto Beaurex        | Tom’s 85C   | MON | SIL | LEM | NÜN | BRH | JER | NÜR | SPA | FUJ |     |     |
| 1986   | Auto Beaurex        | Tom’s 85C   |     |     |     |     |     | 14  |     |     |     |     |     |
| 1987   | Alpha Racing        | Porsche 962 | JAR | JER | MON | SIL | LEM | NÜN | BRH | NÜR | SPA | FUJ |     |
| 1987   | Alpha Racing        | Porsche 962 |     |     |     |     |     |     | 19  |     |     |     |     |
| 1988   | Leyton House Racing | Porsche 962 | JER | JAR | MON | SIL | LEM | BRÜ | BRH | NÜR | SPA | FUJ | SAN |
| 1988   | Leyton House Racing | Porsche 962 |     |     |     |     |     |     | 8   |     |     |     |     |
| 1991   | Euro Racing         | Spice SE90C | SUZ | MON | SIL | LEM | NÜR | MAG | MEX | AUT |     |     |     |
| 1991   | Euro Racing         | Spice SE90C | 12  |     |     |     |     |     |     |     |     |     |     |